# مریس (اکلاهما)
مریس(به انگلیسی: Morris) شهری در ایالت اکلاهما کشور ایالات متحده آمریکا است که جمعیت آن در سرشماری سال ۲۰۱۰ میلادی، ۱٬۴۷۹ نفر بوده‌است.